# Лумия, Исидоро Ла
Исидоро Ла Лумия (итал. Isidoro La Lumia; 1 ноября 1823, Палермо, — 28 апреля 1879, там же) — итальянский историк.
Играл выдающуюся роль в революции 1848 года и в окончательном освобождении Сицилии, по поводу которого написал «La restaurazione borbonica et la revoluzione del 1860 in Sicilia» (1860). Его многочисленные монографии по истории Сицилии, написанные очень живо и основательно, содержатся в «Studj di storia siciliana». Другие труды Лумия: «I Romani e le guerre civili in Sicilia» (Турин, 1874) и «La Sicilia sotto Vittorio Amedeo di Savoia» (Ливорно, 1877). Полное собрание его сочинений вышло под заглавием: «Storie siciliane» (1883—1884, Палермо).